# Tetramorium hungaricum
Tetramorium hungaricum (лат.) — вид муравьёв рода Tetramorium из подсемейства Myrmicinae (Formicidae).

## Распространение
Европа: Австрия, Болгария, Венгрия, Румыния, Чехия, европейская Турция, материковая степная Украина и Крым.

## Описание
Мелкие (длина рабочих 2—4 мм, матки и самцы вдвое крупнее, до 7 мм) земляные муравьи бурого цвета. Отличаются от близких видов сглаженной скульптурой головы (между глазами она блестящая). Усики рабочих и самок 12-члениковые с 3-члениковой булавой (у самцов усики 10-члениковые). Боковые части клипеуса килевидно приподняты около места прикрепления усиков. Жвалы широкотреугольные с зубчатым жевательным краем. Стебелёк между грудкой и брюшком состоит из двух члеников: петиолюса и постпетиолюса (последний четко отделен от брюшка), жало развито, куколки голые (без кокона). Заднегрудка с 2 короткими и широкими проподеальными шипиками. Брюшко гладкое и блестящее, грудка морщинистая.

## Таксономия
Tetramorium impurum относится к комплексу видов Tetramorium caespitum. Вид был впервые описан в 1935 году в качестве подвида и под первоначальным названием Tetramorium caespitum subsp. hungarica, повышен до видового статуса в 1951 году.